# Goes!
『Goes!』（ゴーズ）は、プチレーヴより2014年8月27日から2015年2月25日にかけて発売されたドラマCDシリーズおよびそれを原作とするPlayStation Vita用ゲームソフト。
本項では2015年11月26日に発売されたPlayStation Vita用ゲームソフト（以下ゲーム版）についても解説する。

## 概要
本作は女性向け作品でありながら、登場人物を演じる声優がすべて女性であることが特徴である。

## 登場人物

### メインキャラクター
百瀬 志緒（ももせ しお）
本作の主人公。魔力が制御できないほど大きくなったため、魔法学校へ転入する。
都竹 天（つづき たかし）
声 - 三瓶由布子

ヴィンス・ヴィヴィアン・ヴィッカーズ
声 - 白石涼子

カイ・ジョリス・佐倉（カイ・ジョリス・さくら）
声 - 斎賀みつき

新山 正典（にいやま まさのり）
声 - 國立幸

日向・エリ・ファース（ひなた・エリ・ファース）
声 - 皆川純子
双子の兄。
セイム・エリ・ファース
声 - 竹内順子
双子の弟。
黒音（くろね）
声 - 甲斐田ゆき

### サブキャラクター
会澤 ルカ（あいざわ ルカ）
声 - 豊口めぐみ

神野 京一郎（かんの きょういちろう）
声 - 渡辺明乃

羽鳥 敦（はとり あつし）
声 - 田村睦心

## テーマ曲
オープニングテーマ曲
- 『Teenage Grimoire』 歌：いとうかなこ / 作詞：渡邊カズヒロ / 作曲：安谷屋真之 / 編曲：磯江俊道

エンディングテーマ曲
- 『Believers』 歌：いとうかなこ＆ワタナベカズヒロ / 作詞：渡邊カズヒロ / 作編曲：大山曜
- 『Finally』 歌：いとうかなこ＆ワタナベカズヒロ / 作詞：いとうかなこ / 作編曲：大山曜

## Webラジオ
斎賀みつき（カイ・ジョリス・佐倉 役）と皆川純子（日向・エリ・ファース 役）によるWebラジオ『Goes!～六陽魔法高校2年C組へようこそ～』が2015年4月28日から2015年10月9日まで音泉にて配信。第1回～第6回まで月1放送、第7回～第9回まで隔週放送。全9回。
パーソナリティ
- 斎賀みつき（カイ・ジョリス・佐倉 役）
- 皆川純子（日向・エリ・ファース 役）

ゲスト
- 第1回（2015年4月28日） 三瓶由布子（都竹天 役）
- 第2回（2015年5月26日） なし
- 第3回（2015年6月23日） 竹内順子（セイム・エリ・ファース 役）、甲斐田ゆき（黒音 役）
- 第4回（2015年7月28日） 國立幸（新山正典 役）
- 第5回（2015年8月25日） 白石涼子（ヴィンス・ヴィヴィアン・ヴィッカーズ 役）
- 第6回（2015年9月15日） なし
- 第7回（2015年9月29日） 三瓶由布子（都竹天 役）
- 第8回（2015年10月13日） なし
- 第９回（2015年10月27日） 三瓶由布子（都竹天 役）、白石涼子（ヴィンス・ヴィヴィアン・ヴィッカーズ 役）、國立幸（新山正典 役）

## CD
テーマソング
- Goes!オープニング・エンディング曲集（2016年1月27日発売、PVPE-00004）

キャラクターソング
- Goes!キャラクターソングシリーズ Vol.1〜天・セイム〜（2016年1月27日発売、PVPE-00005）
- Goes!キャラクターソングシリーズ Vol.2〜ヴィー・日向〜（2016年2月24日発売、PVPE-00006）
- Goes!キャラクターソングシリーズ Vol.3〜カイ・新山〜（2016年3月23日発売、PVPE-00007）
- Goes!キャラクターソングシリーズ Vol.4〜黒音・シイナ〜（2016年4月20日発売、PVPE-00008）